# 時代大飯店大火
時代大飯店大火為發生於1984年5月28日的火災事故，該日台北市中山區的時代大飯店發生火災，造成19人死亡、49人輕重傷。

## 概要
1984年5月28日上午，當時位於台北市新生北路與錦州街口的時代大飯店，二樓餐廳疑因電線走火引燃大火，由於建築採玻璃帷幕，悶燒之下濃煙直竄天花板，沿飯店空調迅速瀰漫各樓層房間，形成煙囪效應，造成嚴重傷亡。

## 後續
該大樓已改名為「錦新大樓」。由於該大樓曾發生嚴重意外，1986年隔壁的林森觀光大樓發生21歲女房客遭退婚想不開跳樓， 壓死底下賣燒肉粽的小販，但卻經常被外界誤以為發生於錦新大樓。1996年，錦新大樓則再次發生火警，疑似遭縱火，造成2死61傷。